# John E. Hodge
John Edward Hodge, né le 12 octobre 1914 et mort le 3 janvier 1996, est un chimiste américain, né à Kansas City, Kansas, surtout connu pour avoir établi les mécanismes de la réaction de Maillard.

## Jeunesse
Hodge est né à Kansas City, Kansas en 1914 de sa mère Annabelle Hodge et de son père John Alfred Hodge. Il avait deux sœur cadette et Dorothy.
Son père a obtenu une maîtrise en sciences de l'Université de l'Indiana en 1910 , et a déménagé à Kansas City où il a travaillé comme professeur de sciences et directeur à l'Académie des arts et des sciences Sumner (en), que le jeune John Hodge a fréquenté. Le lycée Sumner a été construit en 1905 en réponse à l'exemption de Kansas City, Kansas, de la loi de l'État du Kansas interdisant les écoles racialement ségréguées, et devait être « aussi bien équipé que le lycée existant de Kansas City, KS ». Malgré l'accent mis par le conseil scolaire sur les cours de formation manuelle, le lycée s'est concentré sur la préparation à l'université et l'excellence académique .

## Éducation
Il a obtenu un baccalauréat ès arts en mathématiques en 1936 et une maîtrise ès arts en chimie organique de l'Université du Kansas en 1940,. Au cours de ses études à l'Université du Kansas, Hodge a été élu à la société scolaire Phi Beta Kappa et à l'organisation honoraire de mathématiques Pi Mu Epsilon (en). Parallèlement à ses études de maîtrise, Hodge a enseigné à l'Université Western de Quindaro et a travaillé comme chimiste au Département des inspections du Kansas.

## Carrière
À partir de 1941, il a travaillé au Centre de recherche régional du Nord de l'USDA récemment ouvert à Peoria, dans l'Illinois, jusqu'à sa retraite en 1980. Ici, il a travaillé sur l'amidon de maïs et d'autres glucides, en étudiant des sujets tels que la production de D-glucose . Grâce à ces travaux, il s'est intéressé à la réaction de Maillard, un processus où les sucres réagissent avec les acides aminés. Cette réaction est impliquée dans le brunissement des aliments lors de la cuisson mais aussi dans la perte de sucre lors de la production de glucose à partir du Broyage humide (en) du maïs. Hodge s'est concentré sur les réactions de pyrolyse dans la production de différents composés d'arômes et de saveurs alimentaires produits par la réaction de Maillard. Il a synthétisé des composés d'Amadori, intermédiaires de la réaction de Maillard. Il a découvert que l'Isomaltol (en) est un composé aromatique de boulangerie, était produit par une réaction entre un composé d'Amadori et le lactose. Il a également déterminé le mécanisme de production du maltol, un autre composé aromatique et de saveur des produits de boulangerie. En outre, avec son collaborateur Friedrick Weygand de l'Université de Munich, il a étudié la formation de réductones .
Il a enseigné à l'Université Western (Kansas) ; en 1972, il a été professeur invité à l'Université de Campinas à Sao Paulo, au Brésil, et en 1984-1985, il a été professeur adjoint à l'Université Bradley.
Un de ses articles : Hodge, JE (1953). « Chimie des réactions de brunissement dans les systèmes modèles. » Journal of Agricultural and Food Chemistry 1(15) : 928-943  a été nommé « Classique de la citation » par le Science Citation Index en 1979. Il y étudie la chimie des réactions de brunissement non enzymatiques dans les aliments déshydratés, comme la réaction de Maillard. L'article comprenait un schéma réactionnel connu sous le nom de « schéma de Hodge » : cette voie réactionnelle qu'il a décrite est toujours valable aujourd'hui et reste largement citée. Il a été suggéré de la renommer « réaction de Maillard-Hodge » pour refléter sa plus grande contribution que celle de Maillard ,. Son article fondateur sur les mécanismes de la réaction de Maillard, « Dehydrated Foods, Chemistry of Browning Reactions in Model Systems » a été cité plus de 1 300 fois.

## Vie personnelle
Hodge a épousé Beulah Payne, une étudiante en chimie à Saint-Louis, en 1939. Ils ont eu un fils avant la mort de Beulah en 1942. Hodge épousa plus tard Justine Mitchell en 1948. Il a eu avec elle un autre fils et deux filles.
Hodge est décédé d'un cancer le 3 janvier 1996, à Peoria, dans l'Illinois.

## Distinction
- Prix du service supérieur du ministère de l'Agriculture des États-Unis (1953);
- Président de la Division de chimie des glucides de l'American Chemical Society (1964);
- Académie nationale des scientifiques - Conseil national de la recherche (1977);
- Honoré à la conférence du NIH sur la réaction de Maillard dans le vieillissement, le diabète et la nutrition (1988);
- Prix Percy L. Julian de l'Organisation nationale pour l'avancement professionnel des chimistes et ingénieurs chimistes noirs en (2001)